# Juraj Filan
Juraj Filan (* 4. června 1966) je bývalý slovenský fotbalista. Po skončení aktivní kariéry působí jako fotbalový funkcionář.

## Fotbalová kariéra
V československé lize hrál za TJ Inter Slovnaft Bratislava. Nastoupil v 5 ligových utkáních.

## Ligová bilance
| Ročník                                   | Zápasy | Góly | Klub                         |
| ---------------------------------------- | ------ | ---- | ---------------------------- |
| 1. československá fotbalová liga 1984/85 | 5      | 0    | TJ Inter Slovnaft Bratislava |
| CELKEM                                   | 5      | 0    |                              |